# القوصية
القوصية (وكانت تسمّى قيس في الماضي) هي مدينة ومركز في محافظة أسيوط. وهي مدينة ضاربة في التاريخ القديم، وكانت هي الحدود الشمالية للدولة المصرية القديمة، وتوجد آثار فرعونية في قرية مير الواقعة في غرب القوصية والدير المحرق. ولم يتبقى منها سوى المدينة الأثرية وهي منطقة البربا حالياً والتي تعني المعبد وهي الكائنة بحي الزرابي بالقوصية.
تقع مدينة القوصية في شمال محافظة أسيوط ويحدها من الشمال مركز ديروط، ومن الجنوب مركز منفلوط، ويقع نهر النيل في شرق المدينة. وتقع مدينة القوصية مباشرة على الترعة الإبراهيمية.
توجد مقابر حكام القوصية بمنطقة الجبل الغربي بكاروت، واكتشف منها 14 مقبرة فرعونية معظمها من الدولة القديمة ذات قيمة أثرية كبيرة، ولكنها تحتاج إلى جهد كبير لاكتشاف باقي المقابر التي يمتلئ بها المكان، وعدد مماثل بالجبل الشرقي بقصير العمارنة. وتحتاج هذه الآثار لاهتمام حيث تعاني من إهمال شديد.

## التقسيم الإداري
مركز القوصية يضم 4 وحدات محلية هي:
1. بني قرة
2. مير
3. فزارة
4. المنشأة الكبرى
5. عرب الجهمة

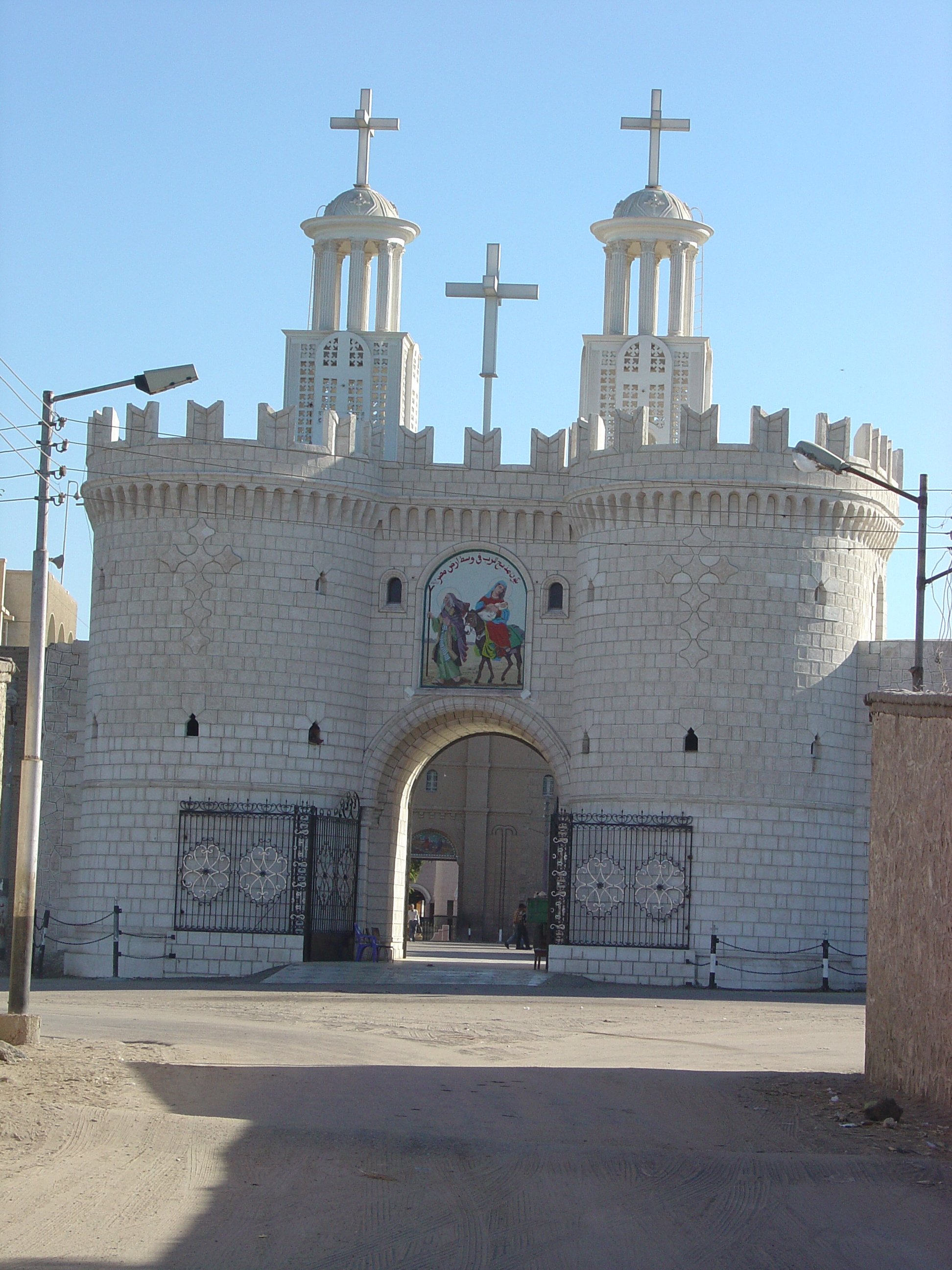
الدير المحرق

وتضم هذه الوحدات المحلية عدة قرى، منها: الصبحة، بني هلال، بني صالح، بني إدريس، النزالي، القصير، الأنصار، عرب الجهمة، المنشية الكبرى، المنشية الصغرى، السراقنا، عنك، الحبالصة، مير، التتالية، الحرادنة، السرادنة، بني يحيي، بني زيد، بوق، التمساحية، بلوط، أبوخليل.
بالإضافة إلى العديد من العزب مثل عزبة الشيخ حمد، وعزبة خشبة.
بالإضافة إلى العديد من النجوع والكفور المتعددة والمنتشرة في مركز القوصية.
القوصية مدينة بمحافظة أسيوط في مصر. تحدها من الشمال مدينة ديروط، ومن الجنوب مدينة منفلوط، ومن الشرق الصحراء الشرقية التابعة لمحافظة البحر الأحمر ونهر النيل ومن الغرب الصحراء الغربية التابعة لمحافظة الوادي الجديد. وتتميز بمناخ ممتاز بارد وجاف شتاء حار صيفا. كانت مدينة القوصية في العصور الفرعونية بمثابة الدرع الحصين للحدود الشمالية لمملكة الجنوب؛ ولذلك توجد بها العديد من المزارات الأثرية مثل آثار مير ودير القصير المطل على نهر النيل مباشرة والدير المحرق وبها بعض الأماكن التجارية ولكنها تفتقر إلى المناطق الصناعية ويوجد بها مصنع سافو بقرية بني قره على الرغم من موقعها. من قراها الصبحة وقصير العمارنة وفزارة والمنشاة الكبرى والصغرة وبني قرة ومير وقرية عنك وقرية الحرادنة وقرية عرب الجهمة وبني هلال والحبالصة وعزبة خشبة وبني إدريس وبني صالح وقرية الشيخ عون الله وعرب الشيخ عون الله والتمساحيه وبوق والتتاليه وعزبة انطون والنزالي والسراقنا. طبيعة الجغرافيا بالقوصية تحدها من الشرق جبال ومن الغرب سلسلة جبال مما يجعل مناخها بارد في الشتاء ويمر من خلالها ترعة الإبراهيمية التي أنشأها إبراهيم باشا مما يساعد على الري المناسب وتقع مدينة القوصية وأغلب قراها غرب النيل وغرب ترعة الإبراهيمية أما من مدن شرق النيل القصير شرق. وتتميز القوصية بارتفاع أسعار الأراضي سواء الزراعية أو المباني وهي أعلى مدينة بعد أسيوط المحافظة نفسها. ومن أكبر الشوارع بها شارع الجلاء وشارع الري وشارع المركز. وسكان مدينة القوصية يعتمدون على الزراعة والتجارة والجزء الغالب عليها هو سفر أغلب أبنائها إلى دول الخليج لكسب الرزق وما زالت بعض أبناء المدينة يحافظون على عاداتهم وتقاليدهم ويوجد بالمدينة جزور لقبائل عربية مهاجرة وليبية منها قرية عرب الجهمة. ومن أشهر أبناء القوصية هو نبيل العربي وهو من بيت الفلاح بقرية عرب الجهمة. وقد زار المدينة المسيح عيسى بن مريم وأقام بها ستة أشهر وعشرة أيام بمنطقة الدير المحرق. ويجود بالقوصية مباني فخمة .
تعتبر القوصية من أعرق المدن المصرية فهي كانت عاصمة الإقليم 14 من أقاليم مصر الوسطى كيس وأثناء احتلال الهكسوس لمصر تصدى لهم أمراء القوصية وأوقفوا زحفهم وبذلك حموا المملكة المصرية من الانهيار وتحالفوا مع أمراء طيبة لحرب الهكسوس وكان لهم الدور الأكبر في هزيمة الهكسوس فكانت أول معركة ضد الهكسوس في القوصية وتوجد لوحة تخلّد انتصارهم على الهكسوس بمنطقة البربة بزرابي القوصية ولم يتبقَّ من المدينة القديمة إلا منطقة الزرابي التي بُنيت فوق آثار القوصية والتي في انتظار من يكتشفها حيث تظهر أثناء قيام الأهالي بأعمال البناء والحفر وآخرها ظهور رؤوس أعمدة المعابد أثناء القيام ببناء مدرسة العروبة التجريبية بالبربة.

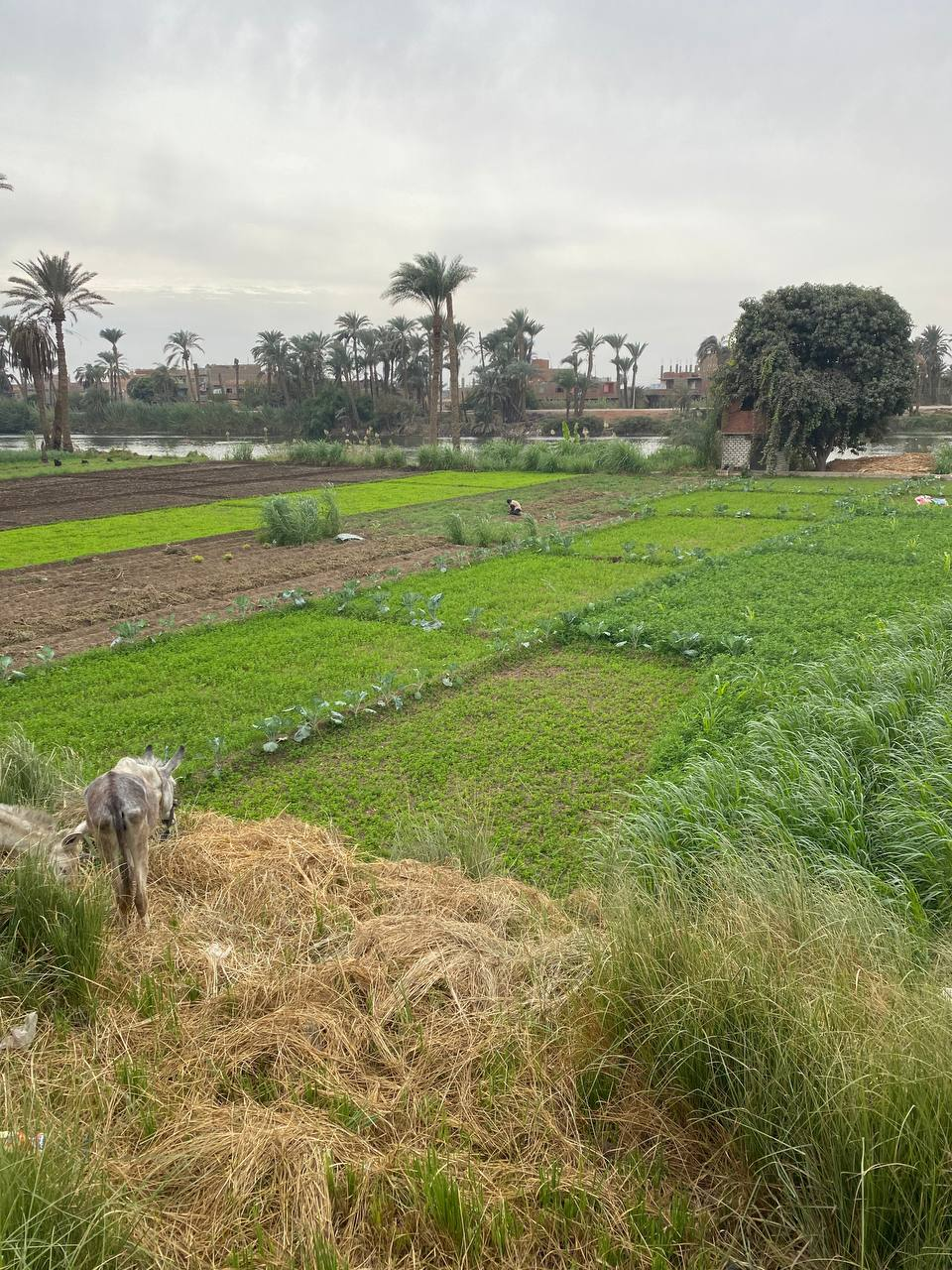
القوصية